# أدريان مارين لوغو
أدريان مارين لوغو (بالإسبانية: Adrían Marín Lugo)‏ (13 مايو 1994 في المكسيك - ) هو لاعب كرة قدم مكسيكي في مركز الوسط. لعب مع نادي أمريكا ونادي تشياباس ونادي سان لويس وLobos BUAP ‏.

## وصلات خارجية
- أدريان مارين لوغو على موقع قاعدة بيانات كرة القدم.إي يو (الإنجليزية)
- أدريان مارين لوغو على موقع Soccerway.com (الإنجليزية)
- أدريان مارين لوغو على موقع AS.com (الإسبانية)